# Corb marí gorjablanc
El corb marí gorjablanc (Phalacrocorax lucidus) és un ocell marí de la família dels falacrocoràcids (Phalacrocoracidae), considerat per alguns autors una subespècie del corb marí gros. Habita la costa, llacs i rius de l'Àfrica subsahariana.